# Don’t Bore Us, Get to the Chorus! – Roxette’s Greatest Video Hits
Don't Bore Us, Get to the Chorus! – Roxette's Greatest Video Hits – składanka wideo szwedzkiego duetu muzycznego Roxette wydana nakładem PMI 20 grudnia 1995 roku na VHS, VCD i Laserdisc. Zawiera teledyski przebojów zespołu, od płyty Look Sharp! po Crash! Boom! Bang!.

## Lista utworów
1. "You Don’t Understand Me"
2. "The Look"
3. "Dressed for Success"
4. "Listen to Your Heart"
5. "Dangerous"
6. "It Must Have Been Love"
7. "Joyride"
8. "Fading Like a Flower (Every Time You Leave)"
9. "The Big L."
10. "Spending My Time"
11. "Church of Your Heart"
12. "(Do You Get) Excited?"
13. "How Do You Do!"
14. "Queen of Rain"
15. "Fingertips ’93"
16. "Almost Unreal"
17. "Sleeping in My Car"
18. "Crash! Boom! Bang!"
19. "Fireworks"
20. "Run to You"
21. "Vulnerable"